# Hembra

El símbolo de la diosa romana, Venus, se usa para representar el sexo femenino.

Una hembra es un organismo eucariota de reproducción sexual que produce óvulos como gameto con el fin de que este se fusione con el gameto del macho y producir la fertilización. Una hembra no puede reproducirse sexualmente sin acceso a los gametos de un macho, pero en algunas especies las hembras pueden reproducirse por sí mismas asexualmente, por ejemplo mediante partenogénesis. La mayoría de las hembras animales como las hembras humanas, tienen dos cromosomas X.

## Descripción
Las hembras producen óvulos, los gametos más grandes en un sistema de reproducción heterogámico, mientras que el gameto más pequeño y generalmente móvil, el espermatozoide es producido por el macho. Las características de las hembras varían entre diferentes especies, y algunas especies contienen características bien definidas. El patrón repetido es la reproducción sexual en especies isógamas con dos o más tipos de apareamiento con gametos de forma y comportamiento idénticos (pero diferentes a nivel molecular) a especies anisógamas con gametos de tipos masculinos y femeninos a especies oogamas en las que el gameto femenino es mucho más grande que el masculino y no tiene capacidad para moverse. Hay un buen argumento de que este patrón fue impulsado por las limitaciones físicas de los mecanismos por los cuales dos gametos se unen según lo requerido para la reproducción sexual.
El dimorfismo masculino/femenino entre organismos u órganos reproductores de diferentes sexos no se limita a los animales; Los gametos femeninos y masculinos son producidos por hongos, plantas y protistas. En las plantas, la hembra y el macho designan no sólo las estructuras y los organismos productores de gametos femeninos y masculinos, sino también las esporas de los esporofitos que dan lugar a plantas masculinas y femeninas.

## Determinación del sexo
El sexo de un eucariota en particular puede estar determinado por varios factores. Estos pueden ser genéticos o ambientales, o pueden cambiar naturalmente durante el curso de la vida de un organismo. La mayoría de las especies animales que se reproducen sexualmente tienen solo dos sexos (macho o hembra). En algunas especies, las hembras pueden coexistir con los hermafroditas, un sistema donde se pueden alternar los dos sexos durante el ciclo de vida.

### Determinación genética
El sexo de la mayoría de los animales, incluidos humanos, está determinado genéticamente por el sistema de determinación del sexo XY, en el que los machos tienen cromosomas sexuales X e Y (a diferencia de X y X). Durante la reproducción, el macho aporta un espermatozoide X o un espermatozoide Y, mientras que la hembra siempre aporta un óvulo X. Un espermatozoide Y y un óvulo X producen un macho, mientras que un espermatozoide X y un óvulo X producen una hembra. El sistema ZW de determinación del sexo, donde los machos tienen cromosomas sexuales ZZ (a diferencia de ZW), se encuentra en aves, reptiles y algunos insectos y otros eucariotas.
La mayoría de las hembras animales tienen dos copias del cromosoma X, a diferencia de los machos, que tienen sólo un cromosoma X y un cromosoma Y, más pequeño que el X; algunos mamíferos, como el ornitorrinco, tienen diferentes combinaciones. Uno de los cromosomas X de la hembra se inactiva aleatoriamente en cada célula de los mamíferos placentarios, mientras que el X derivado del padre se inactiva en los marsupiales. En las aves y algunos reptiles, por el contrario, es la hembra la que es heterocigota y porta un cromosoma Z y un W, mientras que el macho porta dos cromosomas Z. 
Las condiciones intersexuales también pueden dar lugar a otras combinaciones, como XO o XXX en mamíferos, que todavía se consideran hembras siempre que no contengan un cromosoma Y.

### Determinación ambiental
Las crías de algunas especies se desarrollan en un sexo u otro dependiendo de las condiciones ambientales locales, por ejemplo, el sexo de muchos cocodrilos está influenciado por la temperatura de sus huevos. Otras especies (como los gobios) pueden transformarse, como adultos, de un sexo a otro en respuesta a las condiciones reproductivas locales (como una breve escasez de machos). Otras especies, como algunos caracoles, experimentan el cambio de sexo a lo largo de su vida: los adultos comienzan siendo machos y luego se convierten en hembras.
En algunos artrópodos, el sexo está determinado por la infección con una bacteria. Las bacterias del género Wolbachia alteran la capacidad reproductora de sus artrópodos huéspedes; algunas especies consisten enteramente en individuos ZZ, con el sexo determinado por la presencia de Wolbachia.
En los protozoos, el sexo así como la asexualidad están determinadas por la condición ambiental. En los protozoos, cuando el ambiente es favorable, la reproducción predominante es la asexual, sin embargo cuando las condiciones son desfavorables como en ausencia de alimento, la reproducción sexual se vuelve dominante jugando un papel en la determinación del sexo.

## Evolución
La evolución de la reproducción sexual describe cómo los animales, plantas, hongos y protistas que se reproducen sexualmente podrían haber evolucionado a partir de un ancestro común que era un organismo eucariota unicelular. La reproducción sexual está muy extendida en Eukarya, aunque algunas especies eucariotas han perdido secundariamente la capacidad de reproducirse sexualmente y algunas plantas y animales se reproducen de forma rutinaria asexualmente (por apomixis y partenogénesis) sin haber perdido por completo el sexo. La evolución del sexo contiene dos temas relacionados pero distintos: su origen y su mantenimiento.

## Etimología y usos
La palabra hembra proviene del latín femella, la forma diminutiva de femina, que significa "mujer". No está relacionada etimológicamente con la palabra macho.
Durante varios siglos, en inglés, usar la palabra hembra (female) como sustantivo se consideraba más respetuoso que llamarla mujer o dama y era preferido por esa razón; sin embargo, en 1895, la moda lingüística había cambiado, y el término hembra a menudo se consideraba despectivo, generalmente con el argumento de que agrupaba a los humanos con otros animales. En el siglo XXI, el sustantivo hembra se utiliza principalmente para describir animales no humanos, para referirse a seres humanos biológicamente femeninos en un contexto técnico impersonal (por ejemplo, "Las hembras tenían más probabilidades que los machos de desarrollar una enfermedad autoinmune"), o para expresar imparcialmente incluir una variedad de personas sin referencia a la edad (p. ej., niñas) o estatus social (p. ej., dama).
En español se utilizan los términos hembra, fémina, mujer, dama con distintas connotaciones.
El sexo biológico es conceptualmente distinto del género, aunque a menudo se usan indistintamente.
El término hembra también puede referirse a la forma de conectores, como clavijas eléctricas, tornillos y equipos técnicos. Según esta convención, los enchufes y receptáculos en los que entran partes se denominan hembras y los enchufes correspondientes que contienen esos elementos protuberantes, machos.

## Aspectos culturales
«El eterno femenino nos atrae hacia arriba.» (Goethe, invocación del Coro Místico en el verso final de Fausto, XII, 111 [5])

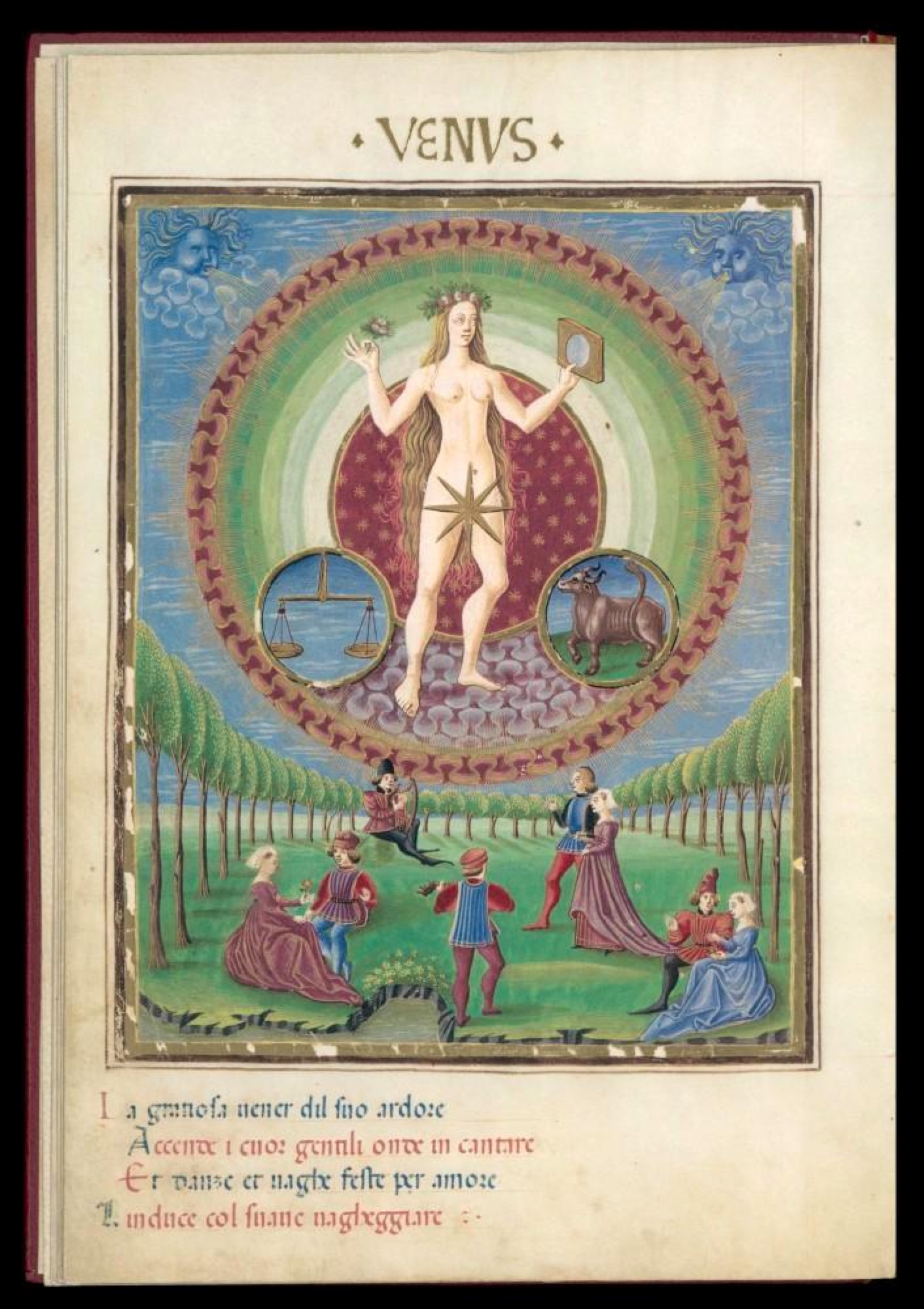
El principio de Venus en el tratado astrológico De Sphaera, asociado a los signos de Libra y Tauro.

Históricamente, el principio femenino no sólo constituía una connotación sexual, sino también un arquetipo con cualidades propias, que en el dinamismo bipolar de la filosofía china correspondía al Yin, caracterizado por un movimiento centrípeto e implosivo, frente al Yang masculino, y viceversa, centrífugo y expansivo. Incluso en Occidente, además, para el filósofo Juan Escoto Erígena la separación de los sexos era originalmente un hecho cósmico,, que se reflejaba en la división humana entre varón y mujer como consecuencia del pecado.
Las características femeninas, asociadas a Venus, la diosa romana del amor, se atribuyen tradicionalmente a la gracia, la belleza y la gracia, así como a la pasividad, la ductilidad, la resistencia y la introspección, el lado más oscuro, nocturno y lunar de la realidad (típicamente siniestro pero correspondiente al hemisferio derecho del cerebro), a la capacidad receptiva y acogedora de formas como la vulva, el cáliz o la ampolla, al sentimiento, a la emotividad, al principio húmedo y fértil.
Para Aristóteles, la mujer contribuye a la reproducción de forma complementaria al varón, desempeñando un papel pasivo con el que aporta el potencial que espera ser traducido en acción. No sólo ofrece el lugar de desarrollo de la semilla masculina, sino que su menstruación constituye también la causa material de la concepción, de la que carece el hombre, es decir, el componente corporal del feto.